# Исчезновение Натали Холлоуэй
На́тали Энн Хо́ллоуэй (англ. Natalee Ann Holloway; 21 октября 1986, Мемфис, Теннесси, США — не ранее 30 мая 2005; официально объявлена мёртвой 12 января 2012) — американская студентка, пропавшая 30 мая 2005 года в Ораньестаде (Аруба) и официально признанная умершей после безуспешных поисков и расследования дела.
В 2009 году вышел фильм «Натали Холлоуэй», роль Натали сыграла Эми Гаменик.
Потенциальным подозреваемым был Йоран ван дер Слот, который, однако, не был арестован как из-за отсутствия весомых улик, так и из-за того, что сам он постоянно давал противоречивые показания относительно своей причастности к исчезновению девушки и её предполагаемой смерти. Однако в 2023 году, уже находясь в тюрьме за другое преступление, Ван дер Слот признался в убийстве Холлоуэй.
На сегодняшний день останки Холлоуэй не обнаружены.

## Ранняя жизнь
Натали была первой из двух детей Дэвида Эдварда Холлоуэя и Элизабет Энн Рейнольдс. Родители развелись в 1993 году, в результате чего Натали и её младший брат Мэтью остались с матерью. В 2000 году Элизабет вышла замуж за бизнесмена из Алабамы Джорджа Твитти, и Натали оказалась в Маунтин-Брук, где с отличием окончила местную Старшую Школу. Она принимала деятельное участие в классных мероприятиях, проявляя инициативу и вне школы. Родственники утверждали, что Натали собиралась поступать в Алабамский университет на полную стипендию, где намеревалась посещать медицинский курс. На момент исчезновения девушки её отец работал страховым агентом в компании «State Farm Insurance» в Меридиане, штат Миссисипи, а мать работала служащей при школах Маунтин-Брук.

## Исчезновение
В четверг, 26 мая 2005 года, Холлоуэй и 124 других выпускника Старшей Школы Маунтин-Брук прибыли на пять дней на остров Аруба с целью неофициально отметить свой выпускной. Там они остановились в отеле «Холидей-Инн» в Ораньестаде. Выпускников сопровождали семеро наставников, в задачу которых входил ежедневный контроль за выпускниками, однако, по словам организатора поездки Джоди Бирман, кураторы не были обязаны отслеживать каждый шаг выпускников.
Вследствие этого, со слов комиссара полиции Герольда Домпига, возглавлявшего расследование в 2005—2006 годах, поведение выпускников в эти дни было весьма вызывающим: все пять дней они провели развлекаясь, в частности, распивая алкогольные напитки, чем вызвали недовольство гостиничного персонала. По свидетельским показаниям, Холлоуэй выпивала каждый день: её утро начиналось с употребления алкогольных коктейлей в таких количествах, что она дважды пропускала завтрак. Две одноклассницы Холлоуэй, Лиз Кэйн и Клэр Файрмен, признали, что в те дни они пили чрезмерно.
Последний раз Натали была замечена её одноклассниками ночью, в половине второго в понедельник, 30 мая — она покидала бар ресторана «Карлос-н-Чарлиз». Холлоуэй уехала в компании 17-летнего Йорана ван дер Слота, успевающего ученика Арубанской Международной Школы, и двух его друзей, братьев 18-летнего Сатиша и 21-летнего Дипака Калпу, на машине последнего. В тот же день Холлоуэй должна была улетать домой, но в назначенный час она не объявилась, а её упакованный багаж и документы были найдены нетронутыми в номере отеля. Власти Арубы инициировали поиски девушки на территории всего острова, но они были безуспешными.

## Расследование

### Начало поисков
30 мая 2005 года, после отправки рейса, на котором должна была улететь Натали, Элизабет и Джордж прилетели на Арубу на частном самолёте. Уже через четыре часа они, проведя собственное расследование, сообщили полиции Арубы данные о том, что их дочь последний раз видели в компании Ван дер Слота, после чего все фигуранты поехали к последнему домой. Бет Твитти утверждала, что имя Ван дер Слота ей сказал ночной менеджер «Холидей-Инн», который якобы узнал его на видеозаписи. Йоран ван дер Слот изначально отрицал какую-либо связь с Натали, но потом всё же рассказал (присутствовавший рядом Дипак Калпу подтвердил его слова), что накануне они отвезли девушку к Калифорнийскому маяку на пляже Араши, так как Холлоуэй захотела посмотреть на водящихся там акул. Затем, по его словам, они вернулись обратно к «Холидей-Инн», что произошло в два часа ночи. Когда Натали вылезла из машины, то случайно упала, но от предложения помощи Ван дер Слота отказалась. Со слов Ван дер Слота, когда он и Калпу уезжали, к Натали подошёл некий брюнет, одетый в чёрную рубашку, похожую на ту, что носили местные охранники. Сразу после этого был организован масштабный поиск, в котором приняли участие сотни волонтеров из Арубы и США, а правительство Арубы отправило в отпуск тысячи государственных служащих, чтобы те тоже присоединились к поискам. 50 голландских морских пехотинцев прочёсывали береговую линию, а банки Арубы собрали 20 тысяч американских долларов, которые были пожертвованы волонтёрам.
Элизабет Твитти в этот период некоторое время жила в номере «Холидей-Инн», который занимала её дочь, но позже переехала в президентский номер соседнего отеля «Уиндем». Собранные данные показали, что в ночь исчезновения Холлоуэй не была зафиксирована ни одной из камер видеонаблюдения в вестибюле «Холидей-Инн». Между тем Элизабет Твитти сделала ряд весьма странных заявлений относительно этого факта. Так, в интервью от 19 апреля 2006 года она заявила, что камеры видеонаблюдения в ту ночь не работали, хотя в других интервью и в своей книге она утверждала, что камеры той ночью всё же функционировали. Тем временем комиссар полиции Ян ван дер Стратэн (он возглавлял расследование до его выхода на пенсию в том же году) заявил, что «Холидей-Инн» был устроен таким образом, что Холлоуэй вовсе не нужно было проходить через вестибюль, чтобы попасть в свой номер.
Несмотря на обширный поиск улик, следователи несколько раз шли по ложному следу: в машине Дипака Калпу были найдены следы того, что ошибочно посчитали кровью — экспертиза опровергла эту гипотезу. Несмотря на то, что Государственный секретарь США Кондолиза Райс сообщила репортёрам о постоянном контакте властей США с властями Арубы, для американских правоохранительных органов участие в расследовании было нелёгким: один из представителей госдепартамента США заявил, что американское правительство вливало в расследование гигантские суммы денег, а чиновникам Арубы этого всё время не хватало.

### Первые аресты
5 июня 2005 года полиция Арубы задержала по подозрению в похищении и убийстве Ника Йона и Абрахама Йонаса, бывших охранников из соседнего отеля «Аллегро» (в тот период он был закрыт на реконструкцию). Причина их арестов официально никогда не раскрывалась, однако, согласно новостным сообщениям, этому возможно поспособствовали заявления Ван дер Слота и Калпу. Также сообщалось, что эти двое часто занимались пикапом женщин в туристических отелях, и, по крайней мере, у одного из них ранее уже были столкновения с законом. Тем не менее, никаких обвинений Йону и Йонасу предъявлено не было, и 13 июня того же года они были отпущены. Между тем, 9 июня по тем же подозрениям были арестованы Ван дер Слот и братья Калпу. Законы Арубы допускают арест подозреваемого только в случае, если в отношении него у полиции есть серьёзные подозрения, вследствие чего уже через три дня после исчезновения Холлоуэй за троицей было установлено тотальное наблюдение: прослушивались их телефонные разговоры, просматривалась электронная почта и т.п. Тем не менее, их арест через неделю после исчезновения Натали был вызван, по словам Герольда Домпига, сильным давлением на полицию со стороны родителей девушки.
11 июня, пока шло следствие, представитель арубанского министра юстиции Давид Крус заявил, что Натали Холлоуэй мертва, и что власти знают о местонахождении её тела. В тот же день Крюз отрёкся от этого заявления, сказав, что стал жертвой дезинформации. Тем же вечером Герольд Домпиг уклончиво поведал «Ассошиэйтед Пресс» о том, что один из задержанных якобы признался полиции, что с Холлоуэй «произошло что-то плохое», когда они поехали на пляж Араши, и что он даже привёл полицию на то место, где это произошло. На следующий день пресс-секретарь обвинения Вивиан ван дер Бизен отказалась подтверждать или отрицать его слова, просто заявив, что расследование находится «в очень важном моменте решающей стадии».
В пятницу, 17 июня, был задержан четвёртый подозреваемый — диджей Стив Грегори Крус, чьё задержание Ян ван дер Стратэн объяснил тем, что они получили от трио Ван дер Слот-Калпу соответствующую для задержания Круса информацию. Затем, 22 июня, полиция Арубы задержала для допроса отца Ван дер Слота Паулюса ван дер Слота и в тот же день арестовала его. Однако 26 июня Паулюс и Стив Грегори Крус были освобождены. Тем временем, трио Ван дер Слот-Калпу начало менять свои показания: теперь они заявляли, что расстались с Холлоуэй не возле «Холидей-Инн», а на пляже отеля «Марриотт». Братья Калпу отвезли туда Ван дер Слота и Холлоуэй, после чего уехали. Сам Ван дер Слот заявил, что он провёл ничем не примечательную беседу с Холлоуэй, после чего тоже ушёл оттуда. Адвокат Сатиша Калпу Давид Кок подтвердил это, сказав, что Ван дер Слот в ту ночь, около 2:40 позвонил Дипаку и заявил, что расстался с Холлоуэй, а спустя 40 минут прислал ему смс-ку о том, что прибыл домой.
Позже, во время допроса Ван дер Слот представил третью версию показаний, согласно которой он расстался с Холлоуэй возле его дома, а девушка после этого уехала с братьями Калпу. Герольд Домпиг раскритиковал эту версию, заявив, что Ван дер Слот лишь хочет подставить Калпу, так как свидетельства последних были направлены против него, и что следствие придерживается второй версии показаний. В понедельник, 4 июля после небольшого судебного слушания, Дипак и Сатиш Калпу были отпущены, а срок нахождения под стражей Йорана ван дер Слота был продлён ещё на 60 суток.

### Продолжение поисков и новые подозреваемые
4 июля 2005 года Королевские военно-воздушные силы Нидерландов отправили для прочёсывания местности три самолёта F-16, которые были оборудованы инфракрасными датчиками, но это не дало результата. Спустя год, в марте 2006 года было объявлено о проведении компаративного анализа спутниковых фотографий и фотографий, которые были сделаны за год до того всё теми же F-16. Следователи пытались обнаружить изменения на земной поверхности, которые вполне могли быть местом захоронения девушки, но также безуспешно.
Небольшой пруд около Теннисного Клуба Арубы, что расположен близ пляжа отеля «Марриотт», был частично осушен в период с 27 по 30 июля 2005 года. Причиной послужили слова некоего человека, именуемого в прессе «садовником»: согласно отчиму Холлоуэй Джорджу Твитти, «садовник» заявил, что видел, как Йоран ван дер Слот, пряча лицо, ездил в Клуб с братьями Калпу утром 30 мая в районе 2:30 и 3:00 утра. Другой анонимный свидетель, названный в прессе «бегуном», утверждал, что днём 30 мая видел неких мужчин, хоронивших тело женщины со светлыми волосами на одной из свалок. И хотя полиция обыскала все свалки в округе ещё в первые дни после исчезновения Холлоуэй, после заявления «бегуна» она трижды проинспектировала указанную им свалку, подключив к делу даже агентов ФБР со специально обученными собаками, но и этот поиск результатов не дал.
25 июля 2005 были объявлены вознаграждения суммой в один миллион долларов тем, кто обнаружил бы Холлоуэй живой (изначальная сумма такого вознаграждения, объявленная в первые дни после пропажи девушки, составляла только 50 тысяч). 100 тысяч предназначались за информацию о местонахождении её останков, спустя месяц эта сумма была увеличена до 250 тысяч. Примерно в этот же период расследование немного продвинулось вперёд, так как был найден кусок электроизоляционной ленты с прядью светлых волос, но эксперты нидерландской стороны и их коллеги из лаборатории ФБР в Куантико установили, что эти волосы не принадлежали Натали.
26 августа братья Калпу были повторно арестованы вместе с новым подозреваемым в этом деле — 21-летним Фредди Арамбацисом. Впрочем, причина ареста на этот раз крылась в другом. Арамбацис, согласно заявлениям его адвоката, обвинялся в интимной связи с несовершеннолетней девочкой, которая предположительно произошла незадолго до исчезновения Натали, и в данном инциденте как раз были замешаны и Ван дер Слот с Калпу — друзья Арамбациса. Мать Ван дер Слота Анита заявила тогда: «Это отчаянная попытка заставить мальчиков говорить. Но только тут не о чём говорить». Несмотря на то, что общественности официальная причина повторного ареста Калпу так и не была объявлена, Герольд Домпиг позже подтвердил, что это действительно была неудачная попытка заставить их признаться в совершении данного преступления. 3 сентября 2005 года все четверо были отпущены при условии, что останутся в зоне доступности для полиции. 14 сентября Объединённый Апелляционный суд Нидерландских Антильских островов и Арубы снял с них все ограничения.
В последовавшие за этим несколько месяцев Йоран ван дер Слот дал несколько интервью (самое длинное он дал в марте 2006 телеканалу Fox News — его транслировали больше трёх ночей), в которых последовательно отстаивал свою позицию. При этом он немного изменил показания второй версии, утверждая, что расстался с Натали на пляже отеля «Марриотт». Теперь он дополнил её такими фактами, как то, что Натали в ту ночь хотела заняться с ним сексом и в целом хотела провести с ним на пляже всю ночь. Ван дер Слот отказался, так как у него не было средств контрацепции, а утром ему надо было идти в школу. Далее он заявил, что в три часа утра Сатиш Калпу приехал за ним на пляж на машине и увёз их оттуда, что противоречит словам адвоката Калпу Давида Кока, который в августе 2005 года заявил, что его клиент в три часа утра уже спал и не возвращался за Ван дер Слотом на пляж. Йоран ван дер Слот в этих интервью также заявил, что немного стыдится того, что оставил девушку одну ночью на пляже (пусть даже с её согласия), и смену показаний объяснил тем, что поначалу не предавал серьёзности исчезновению Холлоуэй и думал, что та скоро отыщется.
В январе 2006 года ФБР и власти Арубы провели опрос бывших одноклассников Натали. 17 января того же года полиция Арубы начала обыскивать дюны на северо-западном побережье Арубы и область вокруг отеля «Марриотт» в поисках тела девушки. И хотя это оказалось безрезультатным, в апреле были проведены дополнительные поиски.
Прежде чем отдать дело другому следователю, Герольд Домпиг дал интервью корреспонденту Си-Би-Эс Трою Робертсу, показанное 25 марта 2006 года), в котором он заявил, что девушка, вероятно, не была убита, а смертельно отравилась алкоголем и/или наркотиками, а затем кто-то спрятал её тело. Домпиг также заявил, что Аруба потратила приблизительно 3 миллиона долларов на расследование (что составило примерно 40 % эксплуатационного бюджета полиции) и что существуют доказательства, указывающие на то, что Натали имела при себе, но, возможно, и не употребляла наркотические средства. Семья Холлоуэй опровергла какую-либо связь девушки с запрещёнными веществами.
11 апреля 2006 года отец Натали Дэвид Холлоуэй опубликовал в соавторстве с Ларри Гаррисоном и Р. Стефани Гуд книгу «Аруба: Трагическая нерассказанная история Натали Холлоуэй и коррупции в Раю» (англ. Aruba: The Tragic Untold Story of Natalee Holloway and Corruption in Paradise), в которой рассказал о его собственных попытках найти дочь.

### Аресты 2006 года, подключение Нидерландов
15 апреля 2006 года Джеффри ван Кромвуар был арестован арубанскими властями по подозрению в преступлениях, связанных с незаконной наркоторговлей, которая, согласно обвинителю, возможно, была связана с исчезновением Холлоуэй. Во время его первой явки ван Кромвуара в суд его задержание было продлено на восемь дней, но 25 апреля он был отпущен. 22 апреля был арестован другой человек, о котором известно лишь, что его инициалы «A. Б»; он был отпущен в тот же день. 17 мая был арестован сын бывшего арубанского политика Хайдо Вивер; этот человек был задержан уже именно по подозрению в похищении и убийстве девушки, в течение шести дней его допрашивали в Утрехте. Первоначально прокуроры Арубы требовали депортации Гвидо Вивера на остров, но он был отпущен по соглашению между прокурором и его адвокатом.
По просьбе Арубы Нидерланды взяли на себя расследование. В сентябре, получив все документы по делу, в Роттердаме начала работу команда Голландской Государственной Полиции. Спустя год, 16 апреля 2007 года, объединившись с арубанскими следователями, команда начала действия на территории Арубы.

### Книга, поиски и обыски
В апреле 2007 года Йоран ван дер Слот, в соавторстве с репортёром Звезданой Вукойевич, выпустил книгу «Дело о Натали Холлоуэй: Мой собственный рассказ о её исчезновении на Арубе» (нидерл. De zaak Natalee Holloway: mijn eigen verhaal over haar verdwijning op Aruba), в которой извинился за то, что изначально давал ложные показания и всё так же отстаивал свою версию событий той ночи. Вслед за этим 27 апреля 2007 года в доме Ван дер Слота на Арубе был проведён обыск, в котором было задействовано около 20 следователей, так как помимо дома был осмотрен двор и прилегающая территория, где провели раскопки. Никаких комментариев относительно причин обыска следователи не дали, заявив только, что у них есть некие соответствующие показания, и что с книгой Ван дер Слота это никак не связано. Чем обыск завершился, осталось неизвестным, но, по словам Паулюса ван дер Слота, полиция так ничего и не нашла, но забрала его компьютер (который вскоре был возвращён) и их с Анитой дневники.
12 июля прошёл обыск в доме Калпу. По словам адвоката Сатиша Калпу Давида Кока, братья были против обыска, так как у полиции не было при себе соответствующего ордера, из-за чего их временно взяли под стражу и отпустили после того, как обыск был закончен. Пресс-секретарь обвинения Вивиан ван дер Бизен не сообщила, искала ли полиция в доме Калпу что-то конкретное, но подтвердила, что ничего изъято не было.

### Повторные аресты и закрытие дела
21 ноября 2007 года полиция Арубы, ссылаясь на «недавно обнаруженные доказательства», вновь арестовала троицу Калпу-Ван дер Слот (теперь уже по подозрению в «непредумышленном убийстве и нанесении серьёзного телесного ущерба, повлёкшего смерть Холлоуэй»). На момент ареста Калпу находились всё там же на Арубе, Ван дер Слот — в Нидерландах, откуда он после этого был депортирован на Арубу. Где-то в этот же период Дэвид Холлоуэй, задействовав местную яхту «Пёрсистенсо», вновь начал поиски дочери, осматривая дно в близлежащих районах моря на глубине в 100 метров (хотя там поиски проходили и раньше). В феврале 2008 года Холлоуэю пришлось прекратить поиски из-за нехватки финансирования.
Между тем, 30 ноября судья постановил отпустить братьев Калпу, хотя сторона обвинения требовала продлить их содержание под стражей. Тогда обвинение подало на апелляцию, которая 5 декабря была отклонена, так как суд постановил, что обвинительный акт против братьев Калпу не содержит прямых доказательств того, что Холлоуэй скончалась от тяжкого преступления. 7 декабря, по той же причине, а также из-за отсутствия доказательств его причастности вообще, был выпущен и Ван дер Слот (на этот раз обвинение не стало подавать на апелляцию).
18 декабря 2007 года прокурор Ханс Мос официально объявил, что дело закрыто, и что из-за отсутствия доказательств никому больше никакие обвинения предъявлены не будут. Тогда сторона обвинения попыталась обратить внимание следователей на тот факт, что один из троицы в одном из чатов написал, что Холлоуэй мертва, но адвокат Дипака Калпу опроверг это, заявив, что сторона обвинения неправильно перевела сообщение на голландский с папьяменто (родной язык для жителей Арубы), и в сообщении на самом деле говорилось про одного учителя, который утонул. Другой прокурор, Роналд Викс, в конечном итоге заявил с иронией, что Ханс Мос может заново арестовать ребят только в случае, если тело Холлоуэй отыщется у одного из них в ванной.

### Повторное открытие дела и новые версии
31 января 2008 года голландский криминальный репортёр Петер Рудольф де Врис заявил, что раскрыл дело Натали Холлоуэй, и что 3 февраля в специальной телепередаче на голландском телевидении он раскроет правду о её исчезновении. Поверенный Джорджа Твитти Джон Келли сказал ABC News, что ему слабо верится в то, что исчезновение Натали вот-вот будет раскрыто, и предположил, что какие бы доказательства не привёл Де Врис, их, скорее всего, быстро опровергнут. Затем, 1 февраля, произошло сразу три события: голландские СМИ сообщили, что Йоран ван дер Слот дал признательные показания в отношении исчезновения Холлоуэй; сам Ван дер Слот тут же заявил, что человек, который обнародовал эту информацию, стал жертвой его же, Ван Дер Слота, дезинформации: парень просто рассказал этому человеку то, что последний хотел услышать; прокуратура Арубы объявила о повторном открытии дела.
В назначенный день, 3 февраля, Де Врис на телевидении представил специальный репортаж в виде отрывков из видеозаписей и аудиодорожек со скрытых камер и микрофонов, которые были установлены в машине голландского бизнесмена и бывшего преступника Патрика ван дер Эма с согласия последнего. Ван дер Эму удалось у себя в машине вызвать Йорана ван дер Слота на откровенный разговор. Находясь под действием марихуаны, парень заявил, что в ту ночь Холлоуэй внезапно затряслась, а затем перестала реагировать на что-либо. Тогда Ван дер Слот позвонил другу, который велел парню идти домой, а сам избавился от тела девушки. Этот самый друг в этом репортаже был идентифицирован, как некий Даури — реальный друг Ван дер Слота, но тот опроверг всё это признание, заявив, что в ночь исчезновения Холлоуэй он был в школе в Роттердаме.
Арубанская прокуратура попыталась получить ордер на арест Ван дер Слота, основываясь на данных материалах, но судья отверг запрос. Тогда сторона обвинения подала на апелляцию, которая 14 февраля 2008 года тоже была отклонена — апелляционный суд счёл материалы из репортажа не достаточно весомыми доказательствами для задержания Ван дер Слота. 8 февраля 2008 сам Ван дер Слот встретился с арубанскими следователями в Нидерландах, где опроверг всё сказанное на записях, пояснив, что находился под воздействием марихуаны, и продолжал отстаивать версию, что расстался с Холлоуэй на пляже.
Спустя месяц, в марте, у Ван дер Эма состоялось интервью по арубанскому телевидению, после которого он, думая, что камеры выключены, выдал несколько откровений. В частности, он признался, что был с другом Йорана ван дер Слота уже много лет (что противоречило его заявлению на записи Петера де Вриса, где он говорил, что познакомился с парнем только в 2007 году), что в ближайшем будущем разбогатеет из-за своего участия в деле Холлоуэй и что он знает человека, который, предположительно, избавился от тела девушки (здесь он пояснил, что Ван дер Слот просил его заплатить этому человеку две тысячи евро за молчание). Согласно голландской информационной службе ANP, Ван дер Эм, узнав о том, что его откровения были записаны, пришёл в ярость и даже «угрожал» интервьюеру, которому из-за этого пришлось обратиться за юридической помощью. Между тем, голландский юридический психолог Виллем Алберт Вахэнаар на одном из семинаров подверг критике репортаж Де Вриса, заявив, что то, что показано на записях, юридически полноценным признанием назвать сложно, и что властям не следовало транслировать эти материалы по всей стране — теперь у следователей против Ван дер Слота, в случае его ареста и допроса, не было никаких козырей, так как после трансляции репортажа парень успел всё официально опровергнуть. Другой профессор Крише Бранц аналогично подверг критике методы Де Вриса.
24 ноября 2008 года телеканал Fox News передал интервью с Ван дер Слотом, в котором тот утверждал, что продал Холлоуэй в сексуальное рабство в Венесуэлу, и что его отец заплатил за молчание двум полицейским, которые случайно об этом узнали (позже Ван дер Слот, как и ранее, отрёкся от всего этого). Данный репортаж также включал часть аудиозаписи телефонного разговора якобы между Ван дер Слотом и его отцом, в котором Паулюс ван дер Слот сообщает сыну, что знает о том, что тот занимается продажей людей. Однако, прокурор Ханс Мос заявил, что голос на записи не принадлежит отцу Ван дер Слота, а голландская газета «De Telegraaf» и вовсе сообщила, что на этой записи Йоран ван дер Слот ведёт сам с собой диалог на два голоса, говоря низким тоном, когда он говорит от лица своего отца. Сам Паулюс ван дер Слот это никак не прокомментировал: спустя два года, 10 февраля 2010 года, он умер от сердечного приступа.
20 марта 2009 отец Натали Дэвид Холлоуэй вместе с поисковой собакой прочесал север Арубы в поисках водоёма, в котором, как заявил якобы незадолго до этого один из предполагаемых свидетелей, могли находиться останки его дочери. Арубанские власти заявили, что хотя они и дали Холлоуэю разрешение провести поиск, но сами никакой информацией о возможном местонахождении Натали в тот момент не обладали. 23 февраля 2010 года всплыло заявление Йорана ван дер Слота (которое RTL Group транслировало в интервью ещё в 2009 году) о том, что он избавился от тела Холлоуэй в одном из арубанских болот. Новый прокурор Петер Бланкен, реагируя на это заявил: «Полиция проверила его утверждения и пришла к выводу что местоположения, имена и периоды времени, которые он [Ван дер Слот] назвал, не имели смысла». В марте 2010 года пара американских туристов Джон и Патти Малдоуни сообщили о том, что просматривая фотографии сделанные ими во время подводного плавания вблизи Арубы, обнаружили на одной из них нечто похожее на человеческие останки, залегающие на дне. Невзирая на недостаточную иллюстративность фото и на то, что изображение больше напоминало коралловые наросты и камни, чем скелет человека, власти Арубы провели подводные поиски. О находках официально не сообщалось.

### Попытка вымогательства
Предположительно 29 марта 2010 года Йоран ван дер Слот связался с Джоном Келли, поверенным отчима Натали и предложил раскрыть местонахождение тела Холлоуэй и обстоятельства её смерти в обмен на аванс в размере от 25 000 до 250 тысяч американских долларов. После того, как Келли уведомил об этом ФБР, они договорились приступить к операции, и 10 мая Ван дер Слот, якобы, получил денежный перевод в размере 15 тысяч долларов на его счёт в Нидерландах и ещё 10 тысяч долларов наличными — всё это на Арубе тайно было заснято на видео следователями. Предоставленная информация оказалась ложной, потому как дом, в котором по словам Ван дер Слота, должно было находиться тело девушки, оказался построен после её исчезновения. 3 июня окружной суд Алабамы обвинил Ван дер Слота в вымогательстве и сетевом мошенничестве. Федеральный прокурор США Джойс Ванс получила ордер на арест и передала его Интерполу. Ван дер Слоту обвинения были официально предъявлены 30 июня.
4 июня по требованию Министерства юстиции США власти провели обыск с конфискацией имущества в двух домах в Нидерландах, один из которых принадлежал репортёру Яаапу Амезу, ранее бравшему интервью у Ван дер Слота и утверждавшему что тот признался ему в преступлении. Арубанские следователи проверили эту информацию и провели очередной поиск на пляже, но ничего не нашли. 14 июня Дэвид Холлоуэй прибыл на Арубу для нового собственного расследования, нашёл он что-либо неизвестно.

### Убийство в Перу
30 мая 2010 года, в Перу, ровно пять лет спустя со дня исчезновения Холлоуэй, в Лиме пропала без вести 21-летняя студентка Стефани Татьяна Флорес Рамирес. Через три дня она была найдена мёртвой в гостиничном номере отеля «TAC, S.A.C.» Номер был зарегистрирован на имя Ван дер Слота поэтому он был арестован в Чили 3 июня и на следующий день выслан в Перу. 7 июня перуанские власти объявили что Ван дер Слот признался в убийстве Рамирес, совершив его будучи в гневе от того, что она без разрешения залезла в его ноутбук и нашла там информацию, доказывающую причастность парня к исчезновению Натали Холлоуэй. Со слов начальника полиции Сезара Гуардиа, Ван дер Слот сказал им, что знает, где тело Холлоуэй, и готов сообщить об этом арубанским властям, но поскольку его допрос ограничивался только убийством Рамирес, то ему не стали задавать вопросов о Холлоуэй. 11 июня Верховный Суд Лимы обвинил Ван дер Слота в предумышленном убийстве и грабеже. 15 июня арубанские и перуанские власти объявили о соглашении сотрудничать, после чего арубанским властям позволили допросить Ван дер Слота в тюрьме «Мигель Кастро Кастро» в Перу. В сентябре 2010 года, находясь всё ещё в тюрьме, Ван дер Слот, согласно «De Telegraaf», признавался в целом заговоре вымогательства, заявив, что якобы хотел отомстить семье Натали, так как её родители изводили его в течение пяти лет. 11 января 2012 года он признал себя виновным в убийстве Рамирес и был приговорён к 28 годам тюремного заключения и выплате семье Рамирес компенсации в размере 75 000 долларов. Первое время содержался в тюрьме Педраз-Гордаз, но в 2014 году был переведён в тюрьму Чальяпалка.
А между тем, 12 ноября 2010 на арубанском пляже около Отеля «Финикс» туристы нашли челюстную кость. Прокурор Арубы Петер Бланкен заявил, что судебный эксперт Арубы, проведя предварительное изучение кости, пришёл к выводу, что кость принадлежала молодой женщине. Часть кости отослали в Гаагу для тестирования в Судебный Институт Нидерландов. 23 ноября заместитель министра юстиции Арубы Тако Стейн объявил, что сравнение челюсти со стоматологической картой Холлоуэй не выявило никаких совпадений, и что, более того, экспертам не удалось даже установить, действительно ли эта челюсть принадлежала женщине.

### Объявление Холлоуэй мёртвой
В июне 2011 Дэвид Холлоуэй подал ходатайство в суд Алабамы, чтобы его дочь юридически была признана мёртвой. Элизабет Твитти заявила, что будет выступать против этого ходатайства. 23 сентября 2011 года было проведено слушание, на котором судья Алан Кинг постановил, что Дэвид Холлоуэй ответил всем требованиям для правовой презумпции смерти. 12 января 2012 года состоялось второе слушание, после которого Кинг подписал приказ о том, чтобы Натали Холлоуэй была официально признана умершей.

### Дальнейшие поиски
В 2016 году Дэвид Холлоуэй объявил, что нанял частного сыщика Ти-Джей Уорда, чтобы снова проверить все доказательства и данные, связанные с делом, и что это в конечном итоге вывело их на некого осведомителя по имени Габриэль, который, с его слов, был в 2005 году соседом по комнате одного из самых близких друзей Ван дер Слота, американца Джона Людвика, который якобы знал, что именно произошло в ночь исчезновения Холлоуэй. Используя информацию Габриэля, следователи нашли на Арубе место захоронения человеческих останков, но спустя год в октябре 2017 года было объявлено, что экспертиза ДНК показала, что они не принадлежат Холлоуэй.

### Признание Ван дер Слота
8 июня 2023 года Йоран ван дер Слот был экстрадирован из Перу в США и помещён в тюрьму Гувер-Сити в штате Алабама, чтобы предстать перед судом по обвинению в вымогательстве денег у родителей Холлоуэй в 2010 году. 9 июня ему было предъявлено обвинение в федеральном суде Бирмингема по одному пункту обвинения в вымогательстве и одному пункту обвинения в мошенничестве с использованием электронных средств против Элизабет Твитти. Он не признал себя виновным ни по одному пункту обвинения.
18 октября 2023 года Ван дер Слот в рамках сделки о признании вины заключил письменное соглашение, в котором признался, что в ту ночь забил Холлоуэй до смерти шлакоблоком из-за того, что она отказалась вступить с ним в интимную связь, а её тело он затем выбросил в океан. В соответствии с условиями соглашения, данная информация не могла быть использована против него в суде, поэтому в обвинительный акт вошло только вышеупомянутое вымогательство. В итоге Ван дер Слот был приговорён к 20 годам, которые были наложены на его тюремный срок в Перу.

## Участие Элизабет Твитти
Во всех телеинтервью Элизабет Твитти всегда утверждала, что Ван дер Слот и братья Калпу явно знают больше, чем говорят, и что, по крайней мере, один из них изнасиловал (или пытался изнасиловать) Холлоуэй. Твитти заявила, что ей удалось раздобыть копии полицейских заявлений, в которых сообщалось, что Йоран ван дер Слот занимался сексом с Натали в его доме и даже сообщил её интимные детали. По каким-то причинам она никогда не публиковала эти копии, но заявляла, что те являются чуть ли не прямым доказательством того, что её дочь подвергалась сексуальному насилию. Бывший арубанский адвокат родителей Натали Винда де Зуза и комиссар Герольд Домпиг, однако, заявили, что ни Ван дер Слот, ни Калпу, давая показания, никогда не говорили и даже отрицали какие-либо сексуальные контакты с Натали в ту ночь.
12 июня 2005 года, спустя три дня после ареста Ван дер Слота и братьев Калпу, Элизабет, в ответ на сделанное на телевидении заявление премьер-министра Арубы Нелсона Орландо Одуба, что власти Арубы непременно расследуют происшествие до последнего, заявила: «я не получаю никаких ответов» и добавила, что у неё нет чувства, будто с момента её прибытия на Арубу что-то поменялось. Позже Элизабет, однако, пояснила, что её жалобы были адресованы не правительству Арубы, а были всего лишь результатом расстройства от незнания, что произошло с её дочерью. 5 июля, после первого освобождения братьев Калпу, Твитти назвала этих двоих преступниками и продолжала утверждать, что они имеют отношение к тому, что случилось с Натали. Её заявление возымело противоположный у общественности эффект и спровоцировало вечером того же дня организацию пикета в защиту Калпу и Ван дер Слота у здания суда в Ораньестаде с участием примерно 200 арубцев, которые держали плакаты с надписями «Невиновен, пока не доказана вина» и «Уважайте наши голландские законы или убирайтесь домой». 8 июля адвокат Сатиша Калпу пригрозил Твитти иском за клевету и подстрекательство, Твитти пришлось публично принести извинения от имени себя и всей своей семьи, списав всё на расстройство.
Между тем, Твитти часто подвергалась критике за то, что сосредоточила всё внимание на Калпу и Ван дер Слоте и отказывалась принимать какую-либо другую версию относительно того, что случилось с её дочерью. В конечном итоге братья Калпу всё же подали против неё иск, согласно которому Элизабет неоднократно обвиняла (и даже заявляла об этом на телевидении) их и Ван дер Слота в «групповом изнасиловании» и «сексуальных посягательствах» в отношении Натали. Она также подвергалась критике за свои непоследовательные и противоречащие заявления (как, например, о камерах видеонаблюдения в «Холидей-Инн»). Юлия Ренфро, редактор ориентированной на туристов газеты Aruba Today, которая оказывала поддержку Твитти в первые годы расследования, позже заявила, что женщина потворствовала жёлтым СМИ и что её поведение было странным с самого начала. Ренфро отметила, что Твитти почему-то сразу же пришла к заключению, что её дочь была похищена, и не стала обзванивать больницы и полицейские участки, а спустя несколько дней, когда Йоран ван дер Слот стал главным подозреваемым, Элизабет заявила тележурналистам, что знает, что её дочь была подвержена групповому изнасилованию и убита.
В декабре 2006 года Элизабет развелась с Джорджем Твитти и 2 октября 2007 года, под именем Бет Холлоуэй, опубликовала книгу «Любить Натали: материнский завет надежды и веры» (англ. Loving Natalee: A Mother's Testament of Hope and Faith), в которой всё так же обвиняла Ван дер Слота и братьев Калпу. После трансляции репортажа Де Вриса Элизабет заявила «New York Post», что, поскольку Ван дер Слот, согласно тому, что он сказал на записи, позвал на помощь, то её дочь тогда, вероятно, была ещё жива, но после заявила, что Ван дер Слот утопил ещё живую Натали в Карибском море. Она также утверждала, что человек, которому в ту ночь звонил Ван дер Слот, и который, предположительно, избавился от тела, был его отец Паулюс. После того, как Арубанская прокуратура попыталась получить ордер на арест Ван дер Слота, основываясь на данных репортажа, но судья отверг запрос, Элизабет заявила, что самой лучшей тюрьмой для Ван дер Слота был бы «Полуночный экспресс».
Элизабет основала некоммерческий «Международный Фонд Безопасных Путешествий», направленный на то, чтобы туристы, уезжающие за границы, создавали вокруг себя условия максимальной безопасности. В апреле 2010 года Элизабет объявила о планах создания службы спасения мгновенного реагирования «Мэйдэй 360», которая будет направлена на помощь молодым людям, попавшим в беду за границей, а спустя месяц объявила о грядущем открытии в Музее Преступления и Наказания «Ресурсного центра Натали Холлоуэй» в Вашингтоне в округе Колумбия (центр открылся 8 июня того же года).
Хотя Элизабет часто появлялась на телевидении каждый раз, когда в деле её дочери появлялись новые детали, в настоящее время она, по просьбе ФБР, больше не даёт никаких комментариев ни по делу Натали, ни по делу Рамиреc.

## Критика следствия
Элизабет и Джордж вместе с их сторонниками на протяжении расследования часто подвергали критике арубанскую полицию за отсутствие какого-либо прогресса в деле их дочери, хотя сами они тоже подверглись не меньшей критике за то, что всегда пытались подавить какие-либо доказательства, которые могли привести к различного рода сомнениям в отношении личности Натали, просили её одноклассников молчать о деле и постоянно пользовались услугами СМИ, в которых твёрдо отстаивали собственную версию. Чета Твитти всё это отрицала.
Между тем разразился бойкот в отношении туристических туров на Арубу. Твитти изначально препятствовали этому, но в сентябре 2005 года вдруг резко поменяли сторону и тоже стали призывать к тому, чтобы туристы не ездили на Арубу и другие голландские территории из-за того, что у них там могут возникнуть проблемы с личной безопасностью . Вслед за этим губернатор Алабамы Боб Райли на пресс-конференции 8 ноября того же года тоже призвал жителей штата бойкотировать Арубу и даже написал губернаторам других Штатов с просьбой присоединиться к бойкоту — на призыв откликнулись только Джорджия и Арканзас. Премьер-министр Арубы Нелсон Оудюбэ заявил, что арубанские следователи прилагали все усилия, чтобы раскрыть тайну исчезновения Натали, а призыв к бойкоту назвал «нелепыми и безответственными действиями», и что Аруба никогда не ставила под угрозу ни США, ни Алабаму.
Бойкот, в конечном итоге, стал причиной того, что была сформирована организация «Арубанская Стратегическая Коммуникационная Рабочая Группа», которая, присоединившись к правительству Арубы, была направлена на выявление необоснованных, по их мнению, негативных изображений Арубы в СМИ.

### Запись Джейми Скитерса и иски
15 сентября 2005 года американское ток-шоу «Dr. Phil» продемонстрировало отрывок из тайно сделанной аудиозаписи интервью Дипака Калпу, в котором Калпу, предположительно, утвердительно ответил на вопрос, занималась ли Холлоуэй групповым сексом с ним, его братом и Ван дер Слотом. Запись была предоставлена частным сыщиком Джейми Скитерсом. После трансляции записи в эфир, многие ожидали повторного ареста троицы и даже Герольд Домпиг признал его возможность, если запись окажется законной. Однако арубанская полиция в дальнейшем продемонстрировала полную версию записи, где, как подтвердил неофициальный аффилированный представитель Арубы, Калпу на самом деле на заданный вопрос отвечает отрицательно. Версия в «Dr. Phil», очевидно, была подвержена редактуре, так как телеканал MSNBC в своём репортаже и вовсе заявил, что Калпу никогда не говорил того, что он говорил в транскрипции, которую представил «Dr. Phil».
10 ноября 2005 года Паулюс ван дер Слот выиграл своё дело в суде (раннее он подал иск против правительства Арубы, обвинив его в неправомерности его ареста), что полностью юридически очистило его имя, после чего он подал второй иск для возмещения денежных убытков, которые понесла их семья из-за его ареста, однако этот иск был отклонён. Одновременно Элизабет и Дэвид подали иск в Нью-Йорке против отца и сына Ван дер Слот'ов, который в августе 2006 года был отклонён из-за неправильной подачи.
В декабре 2006 года братья Калпу подали в Лос-Анджелесе иск за клевету против «Dr. Phil» и Скитерса (который умер в январе 2007 года). Элизабет Твитти и Дэвид Холлоуэй, в ответ на это, подали там же иск против Калпу по обвинению в смерти из-за противоправных действий, однако 1 июня 2007 года иск был отклонён из-за отсутствия личной юрисдикции. Иск же Калпу 12 октября 2011 года был передан в суд, но позже был отложен до апреля 2015 года.

### Фильмы
- 19 апреля 2009 года кабельный телеканал Lifetime показал телефильм «Натали Холлоуэй», основанный на книге Элизабет Твитти «Любить Натали: материнский завет надежды и веры»[180]. Роль Натали исполнила Эми Гаменик, роль Элизабет — Трэйси Поллан, Йорана ван дер Слота сыграл Жак Стрюдом (нидерл. Jacques Strydom). Фильм пересказывает события, предшествующие ночи исчезновения Натали и последовавшие за этим расследование[181]. Фильм не приводит никакой гипотезы, объясняющей исчезновение Холлоуэй, но воспроизводит множество событий на основе показаний ключевых свидетелей и подозреваемых (в том числе Йорана ван дер Слота). Трансляция фильма собрала аудиторию в 3,2 миллиона зрителей, благодаря чему Lifetime получила самый высокий телевизионный рейтинг за всю свою 11-летнюю историю[182]. Сам фильм, однако, такого супер-рейтинга не достиг, получив смешанные отзывы критиков[183], но в то же время выиграв награду «Призма» в номинации Лучший телефильм или мини-сериал.
- В 2011 году кинематографисты Нидерландов и Антильских островов сняли свою версию происшествия «Я и мистер Йонес на острове Натали» (нидерл. Me and Mr Jones on Natalee-Island).

## Освещение в СМИ
Американские телеканалы посвятили так много своего эфирного времени освещению поисков Холлоуэй, что некоторые критики раскритиковали такую насыщенность, назвав её «синдромом пропавшей белой женщины» (когда пропаже белого человека уделяется значительно больше внимания СМИ, чем уделялось бы, если бы этот человек был азиатом или негром). Арубанская газета «El Diario» тоже обратила внимание на этот факт, указав, что если бы Холлоуэй была латиноамериканкой, то ажиотаж СМИ по поводу её исчезновения было бы значительно ниже. Самыми выдающимися телеведущими, которые часто оповещали зрителей о деле Холлоуэй, были ведущая «On the Record w/ Greta Van Susteren» на телеканале Fox News Channel Грета Ван Састерен (благодаря чему передача получила самый лучший рейтинг за всю свою историю) и ведущая шоу «Headline News» на телеканале CNN Нэнси Грэйс (шоу, благодаря этому, создало своё под-новостное шоу «Headline Prime», которое вещало по ночам в час-пик). В период, пока шло расследование, очень много внимания было уделено Элизабет Твитти и её заявлениям. За всем этим арубанский представитель Рубэн Трпэнбэрх заявил, что дело Натали Холлоуэй «находится под микроскопом».
Однако, родителям Натали всё время казалось, что исчезновению их дочери в СМИ уделялось всё же недостаточно внимания. Интерес СМИ к случаю немного утих в августе 2005 из-за урагана «Катрина». Элизабет Твитти и Дэйв Холлоуэй утверждали, что Аруба использовала в своих интересах обширное освещение урагана СМИ, чтобы освободить подозреваемых, однако дата их выпуска 3 сентября 2005 года была назначена ещё до урагана.